# Homapoderus dualaicus
Homapoderus dualaicus es una especie de coleóptero de la familia Attelabidae.

## Distribución geográfica
Habita en Camerún.